# UFC 272
UFC 272: Covington vs. Masvidal foi um evento de artes marciais mistas produzido pelo Ultimate Fighting Championship e que aconteceu no dia 5 de março de 2022, na T-Mobile Arena em Las Vegas.

## História
Uma luta pelo cinturão peso pena do UFC entre Alexander Volkanovski e Max Holloway deveria ocorrer neste evento. Entretanto, dois dias antes do anúncio, Holloway se retirou da luta devido a uma lesão. Ele foi substituído por Chan Sung Jung e a luta foi adiada para o UFC 273.